# رازاناکا
رازاناکا (به لاتین: Razanaka) یک منطقهٔ مسکونی در ماداگاسکار است که در آتسینانانا واقع شده‌است. رازاناکا ۵٬۵۹۲ نفر جمعیت دارد و ۲۴ متر بالاتر از سطح دریا واقع شده‌است.